# 尤尼克隆

人型模式

尤尼克隆(Unicron)是一位來自《變形金剛》系列作品的虛構角色，最早以最終敵人的身分登場於《變形金剛：The Movie》中。
宇宙大帝一般都被塑造為一位帶來混沌的黑暗邪神（Bringer / Lord of Darkness and Chaos），他會毀滅他所行經之處的世界。他往往會被拿來與漫威作品中的行星吞噬者相提並論。

## G1世界觀
G1世界觀，因為G1動畫是由Sunbow公司製作，所以有時也被稱為「Sunbow」世界觀。

### 《變形金剛大電影》
在1986年的《變形金剛大電影》中，尤尼克隆首次出場，以星球作為變形型態，機器人型態身高9萬公里的巨型機器人。此版本的尤尼克隆造型也成為之後不同版本尤尼克隆的大致外觀設定，包括頭上的兩隻尖角、爪型的腳爪、骨架般的翅膀等等，還有臉部類似鬍鬚般的構造。身體以橘黃色為主、由當時的知名演員奧森‧威爾斯(Orson Welles)聲演。

#### 電影劇情
在2005年的時候，也就是大電影的時間，他將垂死的密卡登改造成為格威龍，並吞食了博派的兩顆衛星基地，且命令格威龍破壞博派的原能矩陣——那是全宇宙中唯一能將他毀滅的物體。
格威龍在擊敗馬格斯並取得了原能矩陣之後，回到賽博坦星球試圖利用原能矩陣的力量逼宇宙大帝給他自由。但此時宇宙大帝變形成為了巨大機器人，開始攻擊賽博坦星。
經過一段時間之後，洛迪文帶著一行人回到了賽博坦星，並從宇宙大帝的眼睛闖入了他的體內。洛迪文在與其他人走散之後遇見了同樣被吞到宇宙大帝體內的格威龍，並且發生了戰鬥。最後洛迪文取得了領袖矩陣並且進化成了洛迪文至尊，在將格威龍扔到太空之後，洛迪文至尊拉開了原能矩陣，使得智慧的光芒開始照射著宇宙大帝的體內，造成了嚴重的傷害。在洛迪文至尊一行人逃出了他的身體之後，他的身體便爆炸了，留下了一顆頭顱漂浮於賽博坦的衛星軌道上。

### 漫畫版本
不同於動畫電影，在與電視動畫播映同時連載的變形金剛漫畫中，尤尼克隆在1991年的刊物中登場。
在1990年的時候，宇宙大帝來到了元始天尊所沉沒睡眠的賽博坦星，準備毀滅該星，與柯博文及撒克巨人所組成的賽博坦聯軍發生戰鬥。但是卻將聯軍擊潰，造成了許多傷亡，包括英勇戰死的撒克巨人。其中被母體所控制的雷翼帶著母體回來攻擊宇宙大帝，但因為母體變質的關係而遭擊敗。在戰鬥接近尾聲時，宇宙大帝變成了行星形態，準備吞食賽博坦星。但是取回了母體的柯博文，雙手握著母體飛入了宇宙大帝的身體中，讓母體裡面所蘊藏的能量破壞宇宙大帝身體的內部而造成了宇宙大帝的身體爆炸，而柯博文也被爆炸所波及，最後傷重不治而死亡。

### 電影後集數
在後來的《變形金剛》劇情中接露，宇宙大帝的設定不同於傳統設定中的邪神形象，而是由一名瘋狂科學家普萊馬克隆（Primacron）所創造出來的行星級巨大機器人，藉由吞食行星來獲取他所需的能量。
在2006年的時候，宇宙大帝藉由復活的天王星的幫助而重生。

## 百變金剛
在1999年的電視影集《百變金剛》的故事設定中，復活的宇宙大帝創造了自己的手下，這些人混入到了賽博坦社會中，組成了秘密結社「Unicron's Spawn」。成員包括了三尖議會的三位首腦以及隸屬於該議會的秘密幹員蜘蛛 (变形金刚)。
此外，在影集中沃克曾經利用宇宙大帝的立體影像來與金剛王交談。

## 日版世界觀
宇宙大帝在被擊敗之後，他身體內的生命力「安格爾摩亞」（Angol Mois）能量被埋在地球上。在《超級百變金剛》中被掠奪獸集團開挖。在續篇《新百變金剛》中，宇宙大帝使用了BW II格威龍的身體，試圖奪取賽博坦星球以作為他的新身體。
在《新百變金剛》漫畫版中，宇宙大帝則是以電影版結尾的頭顱出現，並奪取了賽博坦星作為他的身體，最後畢格康寶(又稱為猛瑪象柯博文，Big Convoy)犧牲了自己將胸口中的能源矩陣拉開與宇宙大帝同歸於盡。

## 微型三部曲世界觀
微型三部曲，又稱為邪神三部曲是對在2000年初由日方主導製作的三部變形金剛電視動畫作品的稱呼，如下所列：
| 播映年分 | 日文原標題 | 中文標題 | 美國標題 |
| -------- | --- | --- | --- |
| 2003     | 超ロボット生命體トランスフォーマー マイクロン伝説                                                                                      | 變形金剛：微型傳說/變形金剛：雷霆艦隊/變形金剛：艦隊系列                                                                               | Transformers: Armanda |
| 2004     | トランスフォーマー スーパーリンク | 變形金剛：超能連結/變形金剛：超能量爭霸戰                                                                                              | Transformers：Energon |
| 2005     | トランスフォーマー ギャラクシーフォース                                                                                                | 變形金剛：銀河之力/變形金剛：數碼爭霸戰                                                                                                | Transformers: Cybertron |
| 註記     | 邪神三部曲是美版的設定，在日版中只有《微型傳說》和《超能連結》是有關連的故事，銀河原力是完全獨立製作的新篇章、與前兩作在劇情上和無關。 | 邪神三部曲是美版的設定，在日版中只有《微型傳說》和《超能連結》是有關連的故事，銀河原力是完全獨立製作的新篇章、與前兩作在劇情上和無關。 | 邪神三部曲是美版的設定，在日版中只有《微型傳說》和《超能連結》是有關連的故事，銀河原力是完全獨立製作的新篇章、與前兩作在劇情上和無關。 |

### 《微型傳說》和《超能連結》
在微型傳說和超能連結中，尤尼克隆不但出現、且作為推動劇情的重要元素。

### 《銀河之力》
在日版設定中，《銀河之力》中並未有尤尼克隆的相關劇情，且和前兩作也是無關聯的作品。但是在美版的《變形金剛：數碼爭霸戰》，將本作中造成博派必須離開母星的黑洞設定成是在前作《超能量爭霸戰》後尤尼克隆被摧毀後造成的。

## 宇宙大帝與元始天尊的戰爭
宇宙大帝與元始天尊的戰爭是變形金剛世界中的主題之一，不過隨著故事的發展而有演變。共通點則是兩人的戰鬥到了最後時同歸於盡，元始天尊將宇宙大帝封印在一顆小行星中，但自己也跟著被封印在另一顆小行星中。之後元始天尊將自己的小行星變成了賽博坦，並創造了變形金剛；宇宙大帝則將自己的小行星改造成可以變形成為巨大機器人。

### 宇宙大帝的說法
宇宙大帝是一股在宇宙生成時的原始邪惡力量，帶領著黑暗神軍與元始天尊所帶領的光明神族展開戰鬥。
此外，宇宙大帝本來是一名混沌之神，但他卻漸漸的被自己的飢餓所吞噬，於是自稱「世界的吞噬者」並且開始破壞著宇宙。當其他的混沌之神發現時已經為時已晚。

### Keeper的說法
基本上Keeper的說法跟宇宙大帝的說法差不多。不過提到了元始天尊與宇宙大帝的戰爭一直打到了神明時代的末期。而元始天尊與宇宙大帝分別是兩個神族的最後戰士，而唯有打敗別名""的最後一名黑暗神宇宙大帝，元始天尊才能與其他的神明一樣，在眾神聖殿（Omniversal Matrix，類似希臘神話的奧林匹斯山或是北歐神話的英靈殿）中享有一席之地。

### 元始天尊的說法
在這個宇宙形成之前，還有一個宇宙。當這個舊的宇宙被宇宙大帝毀滅之後，只剩下一片完全的空虛，宇宙大帝則進入了沉睡。但是上個宇宙所殘留的碎片彼此間發生了反應，而形成了現在的宇宙。為了不讓這個宇宙被宇宙大帝摧毀，大宇宙的意識創造了元始天尊來保護這個宇宙。而宇宙大帝也因為新的宇宙形成，所以醒了過來，開始破壞這個宇宙，直到兩人正式碰面開戰為止。

### 現今的官方設定
宇宙剛成型的時候，宇宙的原始力量核心，也是秩序與混沌的源頭，稱為「The One」，因為出於對這新世界的好奇，因此創造了宇宙大帝來探索宇宙，可是宇宙大帝到了後來卻成為了破壞神，此時為了阻止宇宙大帝，The One創造了元始天尊來保護宇宙。但根據變形金剛5的劇情發展來看，引出了一個新的理論，我們的地球即是宇宙大帝的本尊
這個版本有些微類似祆教的光神阿胡拉‧馬茲達與阿里曼，兩人都是由時間神茲魯凡所生出的神。

## 真人電影

### 《變形金剛：最終騎士》(Transformers: The Last Knight)與《變形金剛6》
在2017年的《變形金剛：最終騎士》中，外星反派昆特紗的其中一個目的就是要控制柯博文、密卡登等人以摧毀尤尼克隆，而地球上出現了幾隻巨大的角狀構造就是尤尼克隆在星球狀態時的角，暗示尤尼克隆將做為第6集的反派，但是隨著第6集被取消，這個計劃也無疾而終。

### 《變形金剛：萬獸崛起》(Transformers: Rise of the Beasts)
在2018年的《大黃蜂》(Bunblebee)對真人電影系列重啟後，在2023年的《變形金剛：萬獸崛起》中，尤尼克隆在真人電影首次以完整的星球狀態出現。
此版本的尤尼克隆並沒有展現變形為機器人的能力，而是以吞食星球的巨型機械行星的方式出現，仰賴其手下「恐懼金剛」(Terrorcons)為他尋找可以作為糧食的行星，就像行星吞噬者仰賴銀色衝浪手一樣。本作中的尤尼克隆以銀色為主、但是其形態大致上和G1動畫中的設定類似。由柯爾曼‧多明戈(Colman Domingo)聲演。

## 註記
- 宇宙大帝的設計概念源自於由TAKARA玩具設計師幡池裕行（漫画家伊東岳彦）在《Diaclone》商品線提出之構思「Planet-Robot」。[參⁠ 13]

- 電影版中宇宙大帝的英語原文配音由已故的知名演員奧森·威爾斯擔任演出。由於威爾斯當時的身體狀況非常的差，因此聲音非常的弱，劇組藉由音效合成器才讓尤尼克隆的聲音變得較大聲且具有戲劇效果。威爾森在為變形金剛大電影配音結束之後便去世了，使得變形金剛大電影成為他的遺作。[參⁠ 14]

- 宇宙大帝的英語原名"Unicron"應由「uni」與「cron」所組成。「uni」在拉丁文表示「唯一」或是「單一」；「cron」則是蘇格蘭的盖尔语，表示「傷害」或是「缺陷」。

- 宇宙大帝雖然並不屬於任何一方，但是他的商品在部分產品線如《變形金剛：數碼爭霸戰》與《變形金剛：鈦合金系列》中被歸類為狂派。[參⁠ 15][參⁠ 16]